# 中国地震局监测预报司
中国地震局监测预报司，简称地震局监测司，是中国地震局直属的内设职能司。该司负责地震监测预报与震情趋势管理、地震台网设施管理等工作。
地震局监测司下设监测处、预报处、预警处和信息处等处室。

## 历史
1971年8月2日，经中华人民共和国国务院批复，将原属中国科学院的各地震科研机构划出，调整组建副部级的“国家地震局”，作为国务院直属事业单位，行使全国防震减灾行政主管部门职能，开展地震科学研究、震灾应急救援和地震灾害防御工作。1994年，国务院办公厅印发《国家科学技术委员会和国家海洋局、国家地震局职能配置、内设机构和人员编制方案》，将国家地震局列入国家科学技术委员会序列，作为国务院部委管理的国家局。国家地震局设立“国家地震局科技监测司”，负责地震系统科技体制管理和推广应用、震情速报和灾情速报管理、地震预报管理，指导地震科学联合基金会工作。
1999年，国务院办公厅在其印发的《中国地震局职能配置内设机构和人员编制规定》中，决定将国家地震局改组为“中国地震局”，同时将原国家地震局科技监测司拆分为“监测预报司”和“科技发展司（国际合作司）”，地震系统科技体制管理和推广应用职能划归科技发展司。
2017年7月，根据中国地震局的决定，将原属中国地震局政策法规司管理的地震计量管理职能划归地震局监测司管理。

## 职能
中国地震局监测预报司包括12项职能，主要涵盖地震监测预报与震情趋势管理及应用、国家地震烈度速报与预警工程管理、地震台网设施管理等方面。中国地震局监测预报司的具体职能如下，
- 负责全国地震监测预报工作；
- 拟订全国地震监测预报和信息网络规划并组织实施；
- 负责全国地震重点监视防御区确定和地震趋势判定，组织全国震情监视跟踪和重大震情会商；
- 组织指导震后趋势判定和现场监测工作；
- 负责管理地震预测意见；
- 负责监测预报、信息网络系统的建设、运行与管理；
- 负责地震烈度速报系统的建设、管理及烈度速报工作；
- 管理火山活动、水库和海域地震的监测预测工作；
- 负责全国地震监测设施和观测环境保护工作；
- 承担境外台网建设、运行与管理；
- 承担地震监测预报相关科技项目的实施、技术研发及推广应用。

## 业务
作为全国地震监测预报工作主管部门，中国地震局监测预报司从1980年代后期开始对个人及学术团体的地震短临预报意见进行监督管理。地震局监测司通过指定预报专家管理个人及团体等提出的短临预报意见，并由之收集整理，以便于及时在地震部门会商中介绍预测意见的主要依据、结论等，供震情跟踪判定时参考。每年年底，地震局监测司会对全年收到的短临预报意见进行综合评估，对其中预报准确或预报效果较好的给予奖励。时任地震局监测预报司副司长车时指出，2000年至2008年的八年内，地震部门共收到700多份地震短临预报意见，但其中基本上准确的预报意见仅有7份。
此外，中国地震局监测预报司同时亦负责国家地震烈度速报与预警工程的建设管理工作。该工程于2009年展开可行性研究、于2015年获批复并正式展开台站整合工作。中国地震局计划至2020年将国家烈预工程建成投入使用，届时该工程将成为全球规模最大的地震预警系统。

## 延伸阅读
- 国家地震局科技监测司. . 北京: 地震出版社. 1988-04-15 （中文（中国大陆））.
- 国家地震局科技监测司. . 北京: 地震出版社. 1989-04. ISBN 7-5028-0180-4 （中文（中国大陆））.
- 任金卫; 阴朝民. . 北京: 地震出版社. 2009-03. ISBN 978-7-5028-3279-7 （中文（中国大陆））.